# Planul Pegasus
Planul Pegasus este un plan de viitor al companiei publice de transport în comun din Flandra De Lijn în Diamantul Flamand.
Acesta presupune realizarea unui număr de circa 150 de subproiecte în Antwerpen, Gent și Brabantul Flamand.
În 2003 s-a estimat că valoarea totală a investițiilor din Planul Pegasus se va ridica la 1,152 milioane de euro.

## Antwerpen
Componenta principală a Planului Pegasus în orașul Antwerpen o reprezintă punerea în funcțiune a unei părți a tunelurilor de premetrou nefolosite de sub strada Turnhoutsebaan spre districtul Borgerhout (subproiect cunoscut ca LIVAN 1). Cu ajutorul unei rampe de acces la suprafață care a fost construită pe Herentalsebaan, tunelul Reuzenpijp a putut fi conectat cu traseul tramvaiului 24. Noul serviciu de tramvai care circulă prin tunel a fost denumit linia 8. Această linie va fi prelungită de la cimitirul Silsburg, actualul punct terminus, către Wijnegem Shopping Center din sensul giratoriu Wijnegem și parcarea P+R Wommelgem. Linia 24 de la suprafață a fost păstrată, în timp ce tramvaiele liniei 8, conform Planului Pegasus, nu opresc în subteran decât în stația Zegel și în stația terminus Astrid. Celelalte 4 stații de premetrou de pe traseu, Carnot, Drink, Collegelaan și Morckhoven, nu au fost deschise. Acest lucru a transformat serviciul subteran într-o linie de tramvai cu adevărat rapidă.
În provincia Antwerpen există de asemenea planuri pentru realizarea unei linii de metrou ușor Antwerpen - Boom - Puurs.

## Mechelen
Pe 2 decembrie 2008, ministrul flamand al Mobilității, Kathleen Van Brempt, a cerut De Lijn să implementeze proiecte în Mechelen în cadrul Planului Pegasus. Pe de o parte o linie de tramvai care să conecteze Gara Mechelen cu cartierele din nord, zonele de birouri, noul campus al spitalului și, posibil, noul stadion. Pe de altă parte, un serviciu de metrou ușor pe terasamentul și șinele nefolosite care leagă Boom - Willebroek - Mechelen.

## Gent
În 2004 a fost planificată construcția unei noi rețele de tramvai cu șase linii, extinderea rețelei de autobuze și realizarea unei centuri de parcări Park & Ride în jurul conurbației Gent.
Un exemplu deja realizat este prelungirea liniei de tramvai către Flanders Expo.

## Brabantul Flamand
Subproiectele prevăzute pentru Brabantul Flamand includ o rețea de autobuze expres în jurul Bruxelles-ului alcătuită din 21 de linii. De asemenea, o creștere a frecvenței pe liniile regionale. Cea mai mare importanță a fost acordată racordării Aerportului Zaventem și orașului Vilvoorde, pentru că majoritatea activităților economice este localizată în această zonă.
În 2012, proiectul Brabantnet a propus câteva linii de metrou ușor în Brabantul Flamand. Primele dintre acestea sunt prevăzute a fi date în exploatare în jurul anului 2020.
- Aeroportul Zaventem: Bruxelles - Aeroportul Bruxelles (Zaventem) - Haacht
- Ninove: Bruxelles - Gara de Vest - Ninove
- Willebroek: Bruxelles - Heizel - Londerzeel - Willebroek - Boom
- Centura de nord: UZ Jette - Heizel - Vilvoorde - Aeroportul Bruxelles (Zaventem) - Tervuren